# Lac Châteauvert
Pour les articles homonymes, voir Châteauvert (homonymie).
Le Lac Châteauvert (en atikamekw : Cocotesi sakihikan) est situé sur le parcours de la rivière Manouane, à l'ouest de la Rivière Saint-Maurice, dans le territoire de La Tuque, en Mauricie, au Québec, au Canada.

## Toponymie
Le toponyme "Lac Châteauvert" a été inscrit le 5 décembre 1968 à la Banque des noms de lieux de la Commission de toponymie.

## Géographie
Situé entièrement en territoire forestier, le lac Châteauvert est formé tout en longueur, dans l'axe nord-sud. Il reçoit les eaux :
- à l'ouest, notamment de la décharge du Lac Manouane (La Tuque), lequel reçoit ses eaux du Lac Kempt (Matawinie) ;
- au centre-ouest, par la décharge de la rivière Kekeo (La Tuque) ;
- au sud, notamment de la rivière Mondonac qui est alimentée par les lacs Sincennes et Mondonac.

L'émissaire du lac Châteauvert, situé au nord, est la Rivière Manouane (La Tuque). Un barrage à forte contenance possédé par Hydro-Québec est situé à l'embouchure. Ce barrage construit en 1952 de type béton-gravité a une hauteur de 14 m. et une hauteur de retenue de 12,5 m. La superficie du bassin versant est de 456 km2. Sa capacité de retenue est de 269 820 000 m3. Ce barrage est désigné "Manouance-C".
Venant de Wemotaci, une route forestière traverse la rivière Manouane par le sommet du barrage Manouane-C, pour se diriger ensuite vers l'ouest par la rive nord du lac Châteauvert.